# Guarianthe patinii
Guarianthe patinii är en orkidéart som först beskrevs av Célestin Alfred Cogniaux, och fick sitt nu gällande namn av Robert Louis Dressler och Wesley Ervin Higgins. Guarianthe patinii ingår i släktet Guarianthe och familjen orkidéer. Inga underarter finns listade i Catalogue of Life.

## Bildgalleri

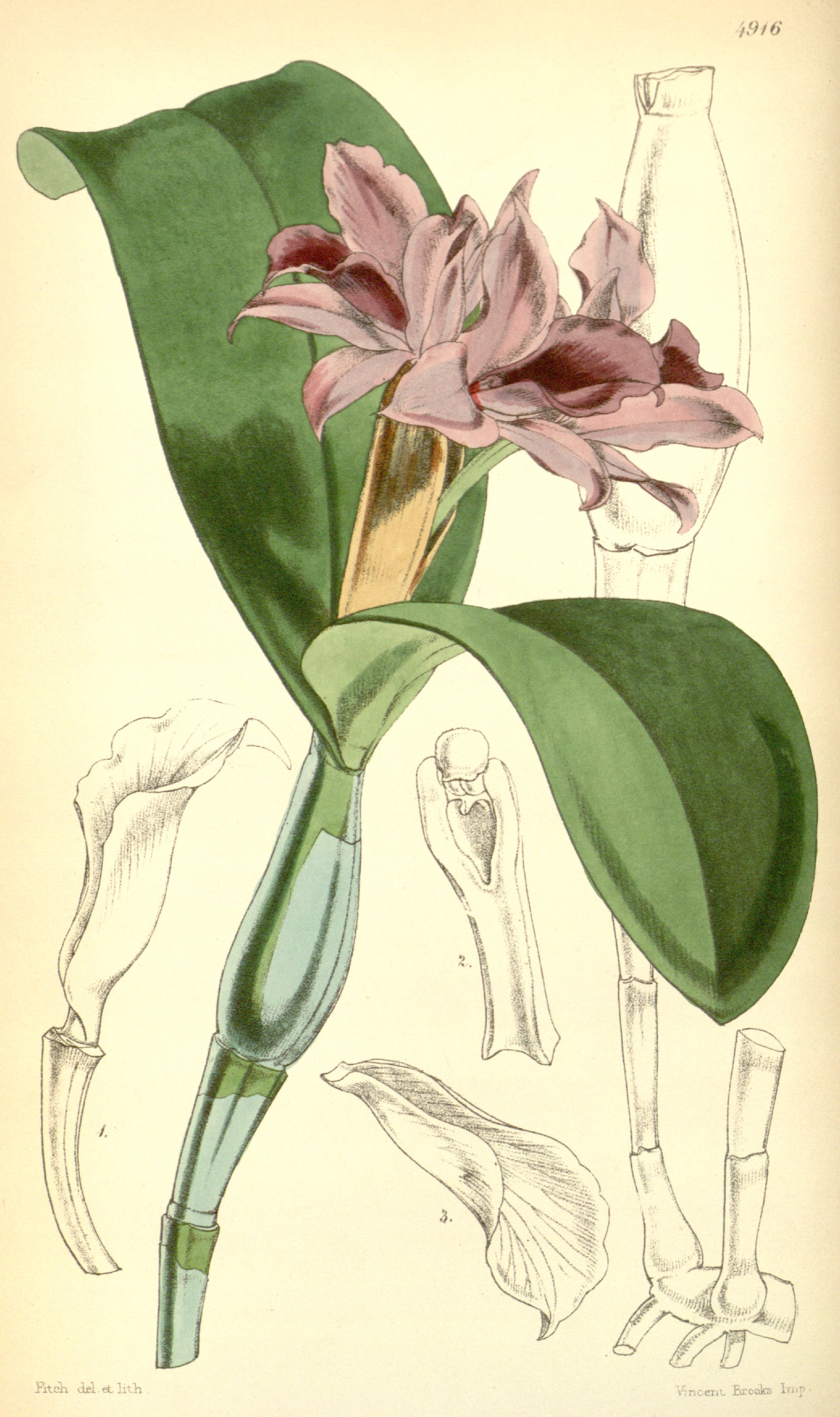